# Stenares improbus
Stenares improbus är en insektsart som först beskrevs av Walker 1853.  Stenares improbus ingår i släktet Stenares och familjen myrlejonsländor. Inga underarter finns listade i Catalogue of Life.